# Секуєнь (комуна, Харгіта)
Секуєнь, Секуєні (рум. Secuieni) — комуна у повіті Харгіта в Румунії. До складу комуни входять такі села (дані про населення за 2002 рік):
- Бодогая (787 осіб)
- Елісень (1170 осіб)
- Секуєнь (703 особи) — адміністративний центр комуни

Комуна розташована на відстані 220 км на північний захід від Бухареста, 65 км на захід від М'єркуря-Чука, 119 км на південний схід від Клуж-Напоки, 83 км на північний захід від Брашова.

## Населення
За даними перепису населення 2002 року у комуні проживали 2660 осіб.
Національний склад населення комуни:
| Національність | Кількість осіб | Відсоток |
| -------------- | -------------- | -------- |
| угорці         | 2489           | 93,6%    |
| цигани         | 109            | 4,1%     |
| румуни         | 57             | 2,1%     |
| німці          | 4              | 0,2%     |
| українці       | 1              | < 0,1%   |

Рідною мовою назвали:
| Мова      | Кількість осіб | Відсоток |
| --------- | -------------- | -------- |
| угорська  | 2547           | 95,8%    |
| циганська | 57             | 2,1%     |
| румунська | 52             | 2,0%     |
| німецька  | 4              | 0,2%     |

Склад населення комуни за віросповіданням:
| Релігія                                       | Кількість осіб | Відсоток |
| --------------------------------------------- | -------------- | -------- |
| реформати                                     | 1710           | 64,3%    |
| унітарії                                      | 641            | 24,1%    |
| римо-католики                                 | 149            | 5,6%     |
| православні                                   | 89             | 3,3%     |
| баптисти                                      | 30             | 1,1%     |
| лютерани (Аугсбурзького сповідання)           | 3              | 0,1%     |
| греко-католики                                | 2              | 0,1%     |
| лютерани (Синодально-пресвітеріанська церква) | 1              | < 0,1%   |
| не вказали релігію                            | 22             | 0,8%     |

## Зовнішні посилання
- Дані про комуну Секуєнь на сайті Ghidul Primăriilor [Архівовано 18 жовтня 2008 у Wayback Machine.]